# Arcadiu Petrescu
Arcadiu Tiberiu Petrescu (n. 18 ianuarie 1925 în Călărași - d. 2 februarie 2009, București) a fost un medic neurolog și neuropatolog român, reprezentant în a treia generație al Școlii românești de neurologie a lui Gheorghe Marinescu, elev și colaborator al lui State Drăgănescu și al lui Theodor Horneț, cu contribuții în domeniul encefalitelor virotice umane, bolilor vasculare cerebrale și afecțiunilor demielinizante ale sistemului nervos.

## Date biografice

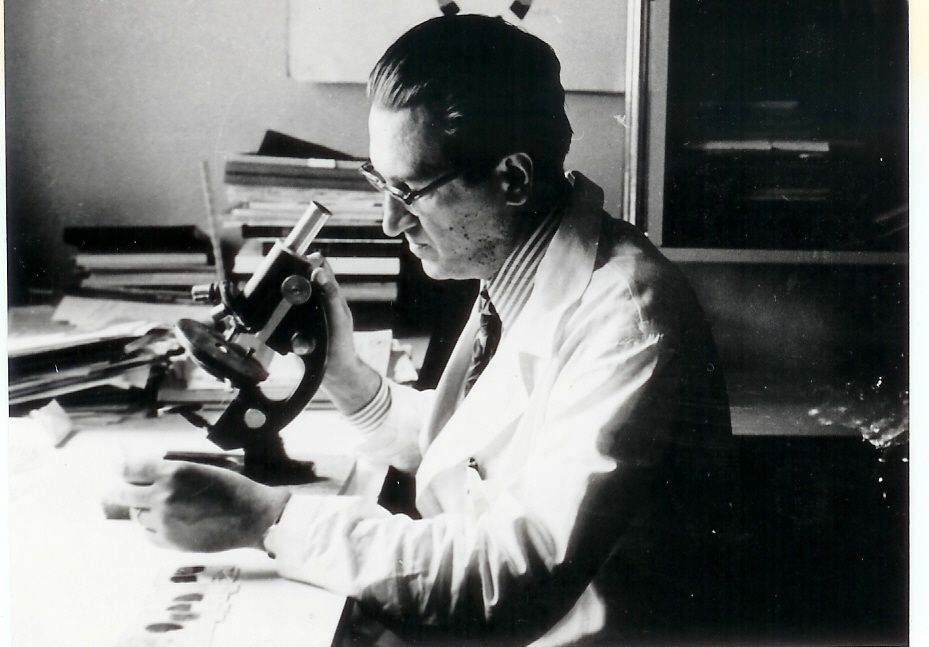
Dr. Arcadiu Petrescu în laboratorul de Neuropatologie al Institutului de Neurologie al Academiei Române

Arcadiu Petrescu urmează cursurile liceelor din Constanța și Călărași. După bacalaureat (1943), este admis ca student la Facultatea de Medicină a Universității din București, pe care o absolvă în 1949. A fost extern și intern prin concurs între anii 1947-1949. După absolvirea facultății lucrează ca medic secundar de laborator la Laboratorul Central de Igienă al Capitalei. După înființarea Institutului de Neurologie "I.P. Pavlov" al Academiei RPR sub conducerea lui Arthur Kreindler, Arcadiu Petrescu începe să lucreze începând cu anul 1951 în calitate de cercetător științific în secția clinică și în departamentul de neuropatologie al acestui institut. În 1964 devine șef de laborator, iar în 1980 șef al secției de Neuropatologie și Histochimie, ca urmaș al doctorului Theodor Horneț, secție pe care o conduce până în 1995, continuându-și apoi activitatea ca medic primar în Institutul de Boli Cerebro-vasculare, până la pensionare în anul 1997. În anul 1970 lucrează cu o bursă de studii în laboratorul de histoenzimologie al Institutului de Histochimie Medicală de pe lângă "Nouvelle Faculté de Médecine" din Paris, condus de profesorul Raymond Wegmann. Revine aici pentru o lună în 1977, la invitația profesorului Wegmann, pentru a ține un curs pe tema anatomiei comparate a sistemului nervos.
Încetează din viață la 2 februarie 2009.

## Activitate științifică
Arcadiu Petrescu a participat la numeroase reuniuni științifice din țară și străinătate prin prezentarea de comunicări științifice, publicând aprox. 180 lucrări științifice din domeniul infecțiilor virotice ale creierului, accidentelor vasculare cerebrale, afecțiunilor demielinizante ale sistemului nervos, precum și cercetări experimentale. În calitate de președinte al Cercului de Neuropatologie al Academiei Române a organizat cinci simpozioane de specialitate, unele cu participare internațională. A descris modalitatea de dezintegrare a mieliniei în leziunile din procese demielinizante ale Sistemului nervos central (scleroză multiplă, infarct cerebral, tumori cerebrale), cu tehnici histochimice pentru lipide, demonstrând că acest proces chimic se produce prin fagocitarea mielinei în macrofage, având ca rezultat final colesterolul esterificat, cercetări în urma cărora constată existența a patru tipuri de lipomacrofage, ce reprezintă etape ale procesului de dezintegrare mielinică. În urma acestor cercetări primește în 1969 titlul de "Doctor în Științe Medicale". 
Împreună cu State Drăgănescu, publică în 1962 monografia "Encefalite virotice umane". În 1982 este co-editor (împreună cu Vlad Voiculescu) al volumului "Proceedings of the Danubian Symposium - Bucharest", iar în 1986 publică monografia "Patologia cerebelului", în colaborare cu Cezar Ionel. A tradus în limba română monografia "Therapeutic claims in Multiple Sclerosis", editată de IFMSS în USA (1987).
Arcadiu Petrescu a fost membru fondator și președinte al "Societății de Neuropatologie din România", membru fondator și președinte al fundației "Scleroza multiplă" (București), membru în Advisory Board of the International Federation of Multiple Sclerosis Societies (New York), în Medical Academy of New York, European Society of Neurochemistry, membru de onoare în Curatorium of the Neurological Danubian Symposia (Viena), membru asociat în The International Society of Neuropediatry.
În calitate de fotograf artistic amator, a fost ales, la începutul anului 2007, vice-președinte al noului Club de artă fotografică al medicilor din România. A fost membru al Societății Medicilor Scriitori și Publiciști din România.